# جارفيس كارتر
جارفيس كارتر (22 ديسمبر 1867 - 19 يوليو 1933)  (بالإنجليزية: Jarvis Carter)‏ هو لاعب كريكت بريطاني.